# إرفين مالدونادو
إرفين مالدونادو (بالإسبانية: Erwin Maldonado) هو سباح فنزويلي، ولد في 25 يوليو 1983.

## وصلات خارجية
- إرفين مالدونادو على موقع الاتحاد الدولي للسباحة (الإنجليزية)
- إرفين مالدونادو على موقع أوليمبيديا (الإنجليزية)